# Viera Gogová
Viera Gogová (* 18. září 1949) byla slovenská a československá politička a bezpartijní poslankyně Sněmovny národů Federálního shromáždění za normalizace.

## Biografie
K roku 1976 se profesně uvádí jako laborantka. Ve volbách roku 1976 zasedla do slovenské části Sněmovny národů (volební obvod č. 149 - Trebišov, Východoslovenský kraj). Mandát obhájila ve volbách roku 1981 (obvod Trebišov) a volbách roku 1986 (obvod Trebišov). Ve Federálním shromáždění setrvala do konce funkčního období, tedy do svobodných voleb roku 1990. Netýkal se jí proces kooptací do Federálního shromáždění po sametové revoluci.